# Blauwgroene landschapsstijl

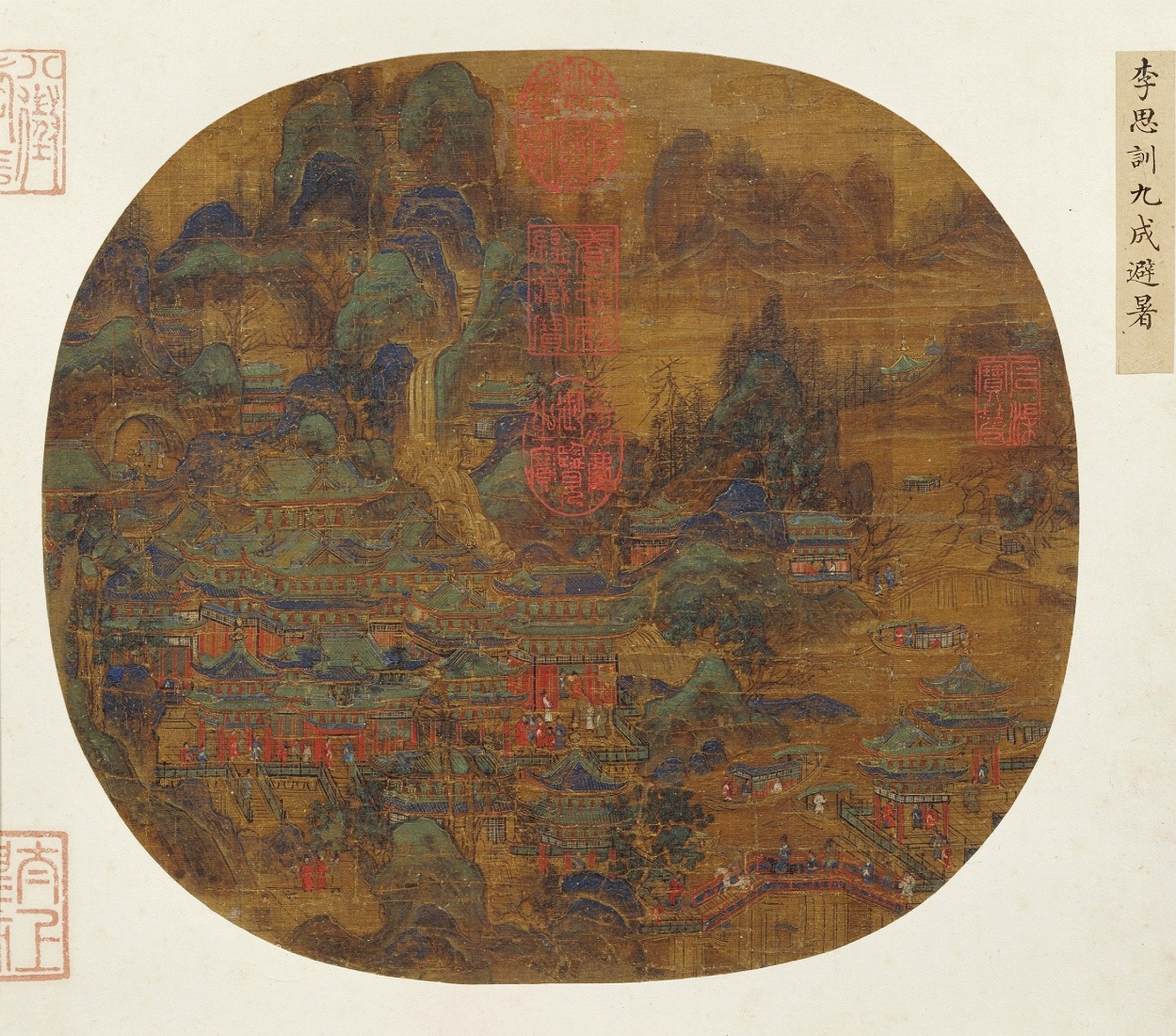
De aankomst van de keizer in het paleis Jiucheng te Shaanxi (kopie) door Li Sixun, collectie Paleismuseum van de Verboden Stad

De blauwgroene landschapsstijl (青綠山水; pinyin: Qīnglǜ shānshuǐ) is een Chinese schilderstijl binnen de shan shui-schilderkunst die tijdens de Tang-dynastie (618–906) werd ontwikkeld.

## Geschiedenis
De hofschilder Li Sixun (653–718) en zijn zoon Li Zhaodao schilderden gedetailleerde en nauwkeurige landschappen, waarbij ze voortborduurden op de precieze lijntechniek van vroege meesters als Gu Kaizhi (ca. 344–406) en Zhan Ziqian (ca. 550–604). Ze gebruikten veel blauwe en groene minerale pigmenten, vaak aangevuld met wit en goud. De stijl van de Li's had een grote impact op de schilderkunst van hun tijd, net als de monochrome landschappen in gewassen inkt van Wang Wei (699–759). Volgens de schilder en kunstcriticus Dong Qichang (1555–1636) legden de blauwgroene landschapsstijl en de stijl van Wang de basis voor respectievelijk de perfectionistische Noordelijke School van de hofschilders en de expressieve Zuidelijke School van onafhankelijke literati.
Ook na de Tang-dynastie werden tal van blauwgroene landschappen geschilderd. Een bekend voorbeeld is Duizend li van rivieren en bergen (千里江山) uit 1113, een van de langste Chinese handrollen die bewaard zijn gebleven. Dit werk van Wang Ximeng (1096–1119) wordt door kunsthistorici beschouwd als een van de belangrijkste werken in de Chinese kunst. Andere prominente schilders die zich specialiseerden in de blauwgroene landschapsstijl waren Wen Zhengming (1470–1559), een van de grondleggers van de Wu-school, en Lan Ying (1585–1664), een van de laatste vertegenwoordigers van de Zhe-school.